# Minilimosina bicuspis
Minilimosina bicuspis är en tvåvingeart som beskrevs av Rohacek 1993. Minilimosina bicuspis ingår i släktet Minilimosina och familjen hoppflugor.
Artens utbredningsområde är Tjeckien. Arten är reproducerande i Sverige. Inga underarter finns listade i Catalogue of Life.